# الجثة الحية
الجثة الحية أو الميت الحي (بالروسية: Живой труп) هي مسرحية روسية كتبها ليو تولستوي. على الرغم من أنه كتبها حوالي عام 1900 إلا أنها لم تنشر إلا بعد وفاته.
عرضت المسرحية لأول مرة في مسرح موسكو للفنون في الخامس من أكتوبر 1911، عرضت في سانت بطرسبرغ بعد فترة وجيزة من عرضها في موسكو، وسرعان ما ترجمت بعدها إلى عدة لغات وعرضت في برلين و فيينا و باريس و لندن.
العرض الأول للمسرحية لغة إنجليزية كان في لندن في السادس من ديسمبر 1912، وقد حولت المسرحية إلى فيلم سينمائي في مرات متعددة.

## ملخص المسرحية
الشخصية المحورية في المسرحية ، فيدور بروتاسوف ، يعذبه  الاعتقاد بأن زوجته ليزا لم تحسم خيارها حقا بينه وبين منافسه في حبها قبل زواجه منها السيد فيكتور كارينين. أراد أن يقتل نفسه ، ولكنه لم يكن يملك الجرأة. فبدأ بالهروب من حياته، بداية هرب إلى مجتمع الغجر وارتبط بعلاقة مع المغنية الغجرية ماشا، لكنه يواجه معارضة أبوي ماشا لعلاقتها معه، فيهرب من حياته مرة أخرى، ويحاول قتل نفسه مرة أخرى ولكنه كذلك لا يملك الجرأة لفعلها،فتستمر حياته بالسقوط .
وفي ذلك الوقت ، كانت زوجته قد تزوجت من فيكتور كارينين لافتراضهم أنه مات بعد أن أرسل إليها رسالة انتحار يقول فيها أنه في الوقت الذي تقرأ فيه الرسالة يكون ميتا، يجد الناس ملابسه بجانب النهر ويجدون جثة في النهر ويعتقد الجميع بأنه ميت، وعندما يتم اكتشاف أن بروتاسوف لا زال على قيد الحياة؛ يتم اتهام ليزا بتعدد الأزواج، وزواجها من رجل غير زوجها مع معرفتها بوجوده، يظهر بروتاسوف في المحكمة ويشهد بأنه لم يكن لديها أي طريقة أو إشارة توصلها لاستنتاج وجوده على قيد الحياة، يحكم القاضي على زوجته بأن تتخلى عن زوجها الثاني أو أن تنفى إلى سيبيريا.
عندها يطلق بروتاسوف النار على نفسه ، وبشكل هستيري تصيح ليزا بأنها كانت دائما تحب بروتاسوف وحده.

## شخصيات المسرحية
- فيدور فاسيليفيتش بروتاسوف (فيديا).
- إليزافيتا أندرييفنا بروتاسوفا (ليزا) ، زوجته.
- ميشا ، الصبي ، ابنهما.
- آنا بافلوفنا ، والدة ليزا.
- ساشا ، أخت ليزا.
- فيكتور ميخائيلوفيتش كارينين .
- آنا ديميتريفا كارينينا ، والدته.
- ماريا كريوكوفا ، صديقة ليزا.
- سيرجي ديميتريفيتش أبريكوف ، الأمير.
- ماشا ، المرأة الغجرية.
- إيفان ماكاروفيتش  عجوز غجري ، والد ماشا.
- ناتاشا إيفانوفا، والدة ماشا.

- وشخصيات أخرى متعددة داخل المحكمة وخارجها.

## وصلات خارجية
- النص الأصلي (باللغة الروسية)